# Mackenzie-Becken

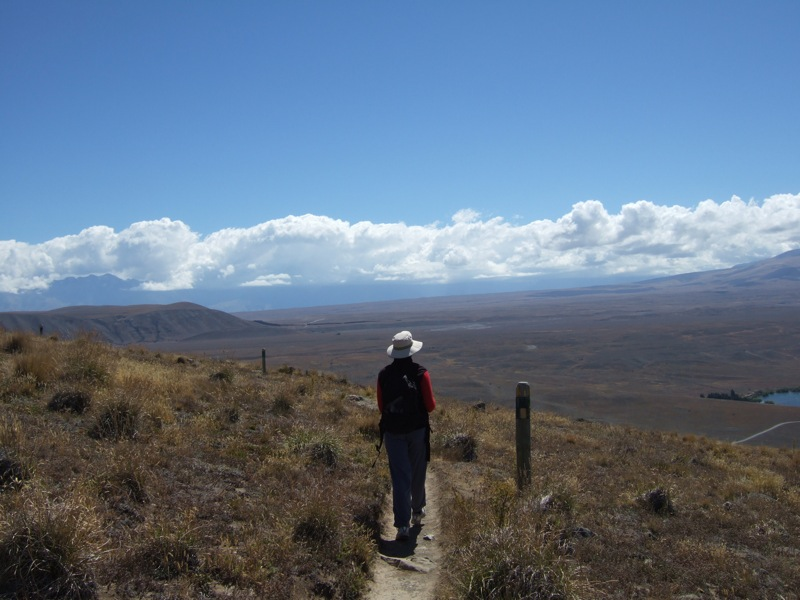
Blick auf einen Teil des „Mackenzie Country“

Das Mackenzie-Becken, in der Bevölkerung auch traditionell als Mackenzie Country bezeichnet, ist ein grob elliptisch geformtes Becken, das von Gebirgszügen umgeben ist. Es befindet sich nahe dem geographischen Zentrum der Südinsel Neuseelands und gilt als typischer Vertreter des neuseeländischen „High Country“. Das Becken erstreckt sich über ca. 100 km in Nord-Süd-Richtung und ca. 40 km in Ost-West-Richtung. Die Südalpen begrenzen das Becken im Westen. 
Der Großteil des Mackenzie-Beckens befindet sich in der Region Canterbury und zudem zu einem kleinen Teil im Süden am Waitaki River in Otago.
Die wichtigsten Flüsse, die durch das Becken fließen, sind der Waitaki, der Ahuriri, der Hakataramea und der Tekapo. Die Seen Lake Ōhau, Lake Pukaki, Lake Alexandrina und Lake Tekapo liegen im Mackenzie-Becken, ebenso die zur Stromerzeugung künstlich geschaffenen Seen Lake Benmore und Lake Ruataniwha.
Nur spärlich mit drei größeren Ortschaften besiedelt (Lake Tekapo, Bevölkerung unter 500, Twizel, mit einer Population von 1.100 und Omarama mit unter 400 Einwohnern), umfasst das Mackenzie-Becken außerordentlich bewundernswerte Naturlandschaften mit großen Gletscherseen und schneebedeckten Bergspitzen, die besonders hoch in der Gunst der Touristen und Skifahrer stehen. 
Das Mackenzie-Becken wird häufig als Standort für Filmproduktionen genutzt, darunter Peter Jacksons Der Herr der Ringe, wie auch für eine Anzahl an Fernsehproduktionen, Dokumentarfilmen und Werbung.